# Baustellenverordnung

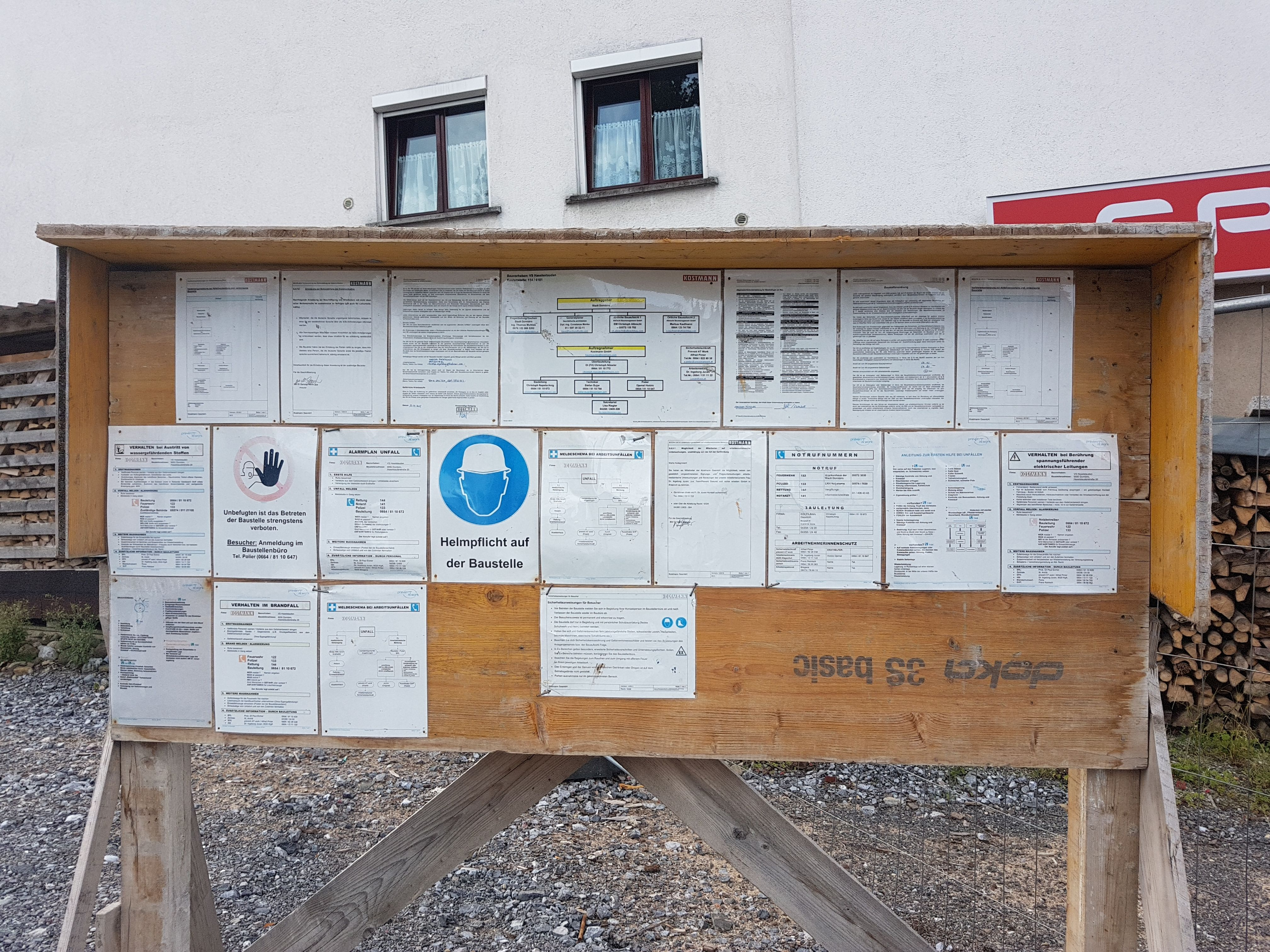
Informationstafel über den Sicherheits-, Unfall- und Arbeitsschutz auf einer Baustelle in Österreich. Die Regelungen zum Arbeitnehmerschutz auf Baustellen gelten in allen Unionsmitgliedstaaten

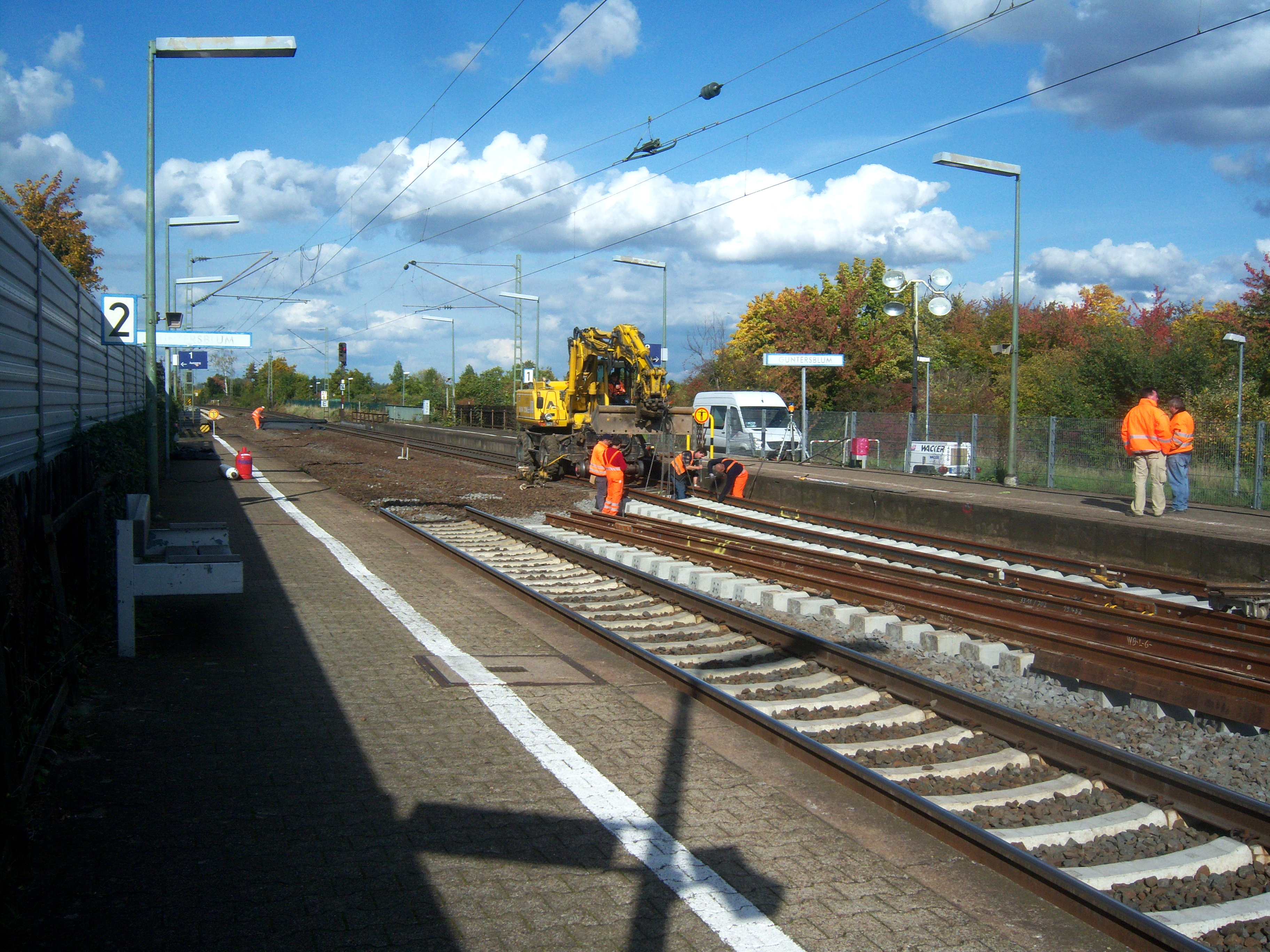
Besondere Maßnahmen müssen bei Baustellen an Eisenbahnstrecken ergriffen werden. Bei größeren Baustellen werden die Bauarbeiter durch Sicherungspersonal gesichert, die die Mitarbeiter vor Gefahren aus dem Bahnbetrieb schützen.

Die Baustellenverordnung dient zur Verbesserung der Sicherheit und des Gesundheitsschutzes der Beschäftigten auf Baustellen. Beschäftigte im Baubereich sind im Vergleich zu anderen Wirtschaftszweigen einem besonders hohen Unfall- und Gesundheitsrisiko ausgesetzt.

## Allgemeines
Die am 1. Juli 1998 in Kraft getretene Baustellenverordnung hat die europäische Baustellenrichtlinie 92/57/EWG in deutsches Recht umgesetzt.
Für Österreich trat eine entsprechende gesetzliche Grundlage mit dem Bauarbeitenkoordinationsgesetz (BauKG  BGBl. I 37/1999) in Kraft. Des Weiteren wird die Koordination von Bauarbeiten im § 8 ArbeitnehmerInnenschutzgesetz (ASchG, BGBl. Nr. 450/1994) geregelt.
Besondere Gefahren auf Baustellen ergeben sich insbesondere daraus, dass Arbeiten auf der Baustelle von Beschäftigten verschiedener Arbeitgeber gleichzeitig oder nacheinander ausgeführt werden, was die Abstimmung der Arbeitgeber für die zu treffenden Schutzmaßnahmen erheblich erschwert. Auch sonstige auf der Baustelle Tätige, wie Unternehmer ohne Beschäftigte, tragen zu den Gefahrenpotentialen auf der Baustelle bei.

## Pflichten des Bauherrn
Für die Koordinierung der Sicherheitsmaßnahmen auf der Baustelle ist nunmehr auch der Bauherr als Adressat der Verordnung verantwortlich. Der Bauherr kann diese Verantwortung zum größten Teil auf einen „Beauftragten Dritten“ übertragen. Diese Übertragung hat schriftlich und rechtzeitig zu erfolgen, dies bedeutet in der Regel zu Beginn der Planungsphase eines Bauvorhabens. Erfolgt diese Übertragung nicht, so hat der Bauherr eine direkte Mitverantwortung für den Arbeitsschutz auf seiner Baustelle.
Die Baustellenverordnung unterteilt ein Bauvorhaben in die Planungsphase und die Ausführungsphase.
In der Planungsphase hat der Bauherr:
- Einen geeigneten Koordinator zu bestellen
- Den SiGe-Plan anzufertigen
- Die Unterlage für spätere Arbeiten zu erstellen
- Die Vorankündigung zu erstellen und zu versenden

## Vorankündigung
Die Vorankündigung einer Baumaßnahme hat durch den Bauherrn spätestens zwei Wochen vor Baubeginn bei der zuständigen Arbeitsschutzbehörde (z. B. Gewerbeaufsicht oder Amt für Arbeitsschutz) zu erfolgen. Die Vorankündigung ist zu erstellen, wenn entweder der Gesamtumfang der Arbeiten 500 Personentage überschreitet oder alternativ der Umfang der Arbeiten 30 Tage überschreitet und mehr als 20 Beschäftigte gleichzeitig über mindestens eine Arbeitsschicht tätig werden. Die Erstellung einer Vorankündigung kann gegebenenfalls der Koordinator übernehmen, die Verpflichtung trifft jedoch den Bauherrn.

## Sicherheits- und Gesundheitsschutzplan
Ein Sicherheits- und Gesundheitsschutzplan (SiGePlan) muss erstellt werden, wenn auf einer Baustelle Beschäftigte mehrerer Arbeitgeber tätig werden und besonders gefährliche Arbeiten nach Anhang II BaustellV ausgeführt werden oder alternativ wenn Beschäftigte mehrerer Arbeitgeber tätig werden und eine Vorankündigung erstellt werden muss. Die Erstellung des SiGePlans ist während der Planung der Bauausführungen zu erarbeiten.
Der SiGePlan ist nach RAB 31 („Sicherheits- und Gesundheitsschutzplan“) zu erstellen und muss die für die betreffende Baustelle anzuwendenden
- Maßnahmen zum Schutz vor Gefährdungen bei der Zusammenarbeit mehrerer Arbeitgeber und
- Maßnahmen zur gemeinsamen Nutzung sicherheitstechnischer Einrichtungen
- räumliche und zeitliche Arbeitsabläufe
- gewerkbezogene Gefährdungen

erkennen lassen und besondere Maßnahmen für die besonders gefährlichen Arbeiten (nach Anhang II der BaustellV) enthalten.

## Unterlage für spätere Arbeiten an der baulichen Anlage
Mit dieser Unterlage schafft der Bauherr/Koordinator eine Voraussetzung für die sicherheits- und gesundheitsgerechte Gestaltung der späteren Arbeiten (z. B. Wartungs-, Inspektions- und Instandsetzungsarbeiten) und damit auch für eine langfristig wirtschaftliche Nutzung und Instandhaltung der baulichen Anlage. Die Unterlage ist zu erstellen, wenn mehr als ein Arbeitgeber an der Ausführung der Baumaßnahme beteiligt ist. In Österreich ist gemäß §8 BauKG die Unterlage in jedem Fall zu erstellen.
Anforderungen an Inhalt und Form der Unterlage nach § 3 Abs. 2 BaustellV werden in RAB 32 („Unterlage für spätere Arbeiten“) festlegt.